# 驛遞員
驛遞員（post riders或postriders）乃指由人騎马傳遞邮件；這類系統存在於歷史上不同的時間與地點。驛遞一般指稱由公營或特許經營者，所經營之有固定班表的郵遞網路系統。 
这些网络包括既定的路線（驿道），有完整的里程碑和定點 。与其他形式的快递服务不同， 驛遞员在路线途中收集和传递邮件，在既定的时间和地点与其他驛遞員會合並交換郵件。如此郵件能可靠地在驛傳員之间传递，節省花費，以合理的时间内服務相当长的距离。   

## 历史
虽然驛道系統見於各古代帝国，但这些网络主要供政府或军方专用，通常並不為一般民眾服務。驛遞員的不同之處在於其乃為了民眾方便而興辦、為一般民眾服務，且驛遞員的行程是有既定時間表的。 

### 汉萨同盟
虽然由皇家信使轉變為公共服務快遞員的過程是漸進的，但早期就有一些特別例子，例如汉萨同盟最早在1274年就在同盟的主要城镇之间與保护商人的贸易而筑起的堡壘之间提供定期服务。该服务兼理商务和外交信件，且组织得当。它有自己的驛马，专门用于信件服务，而且會在每封信的正面寫上郵袋發出的時間以及各个站点的到件時間。 

### 神圣罗马帝国
弗朗茨·冯·泰西斯 （ Franz von Taxis）為哈布斯堡王朝神聖羅馬帝國建立了一个快递网络，到16世纪中叶，该网络已经覆盖整个西欧 。大約每隔一天路程設有一個常设邮站，随着时间的流逝，这些郵站發展成重要的经济中心：它们是聚会场所、旅馆和公共场所、贸易中心以及马廄 。 邮站成为乡村和城市发展的重要中心。 虽然並非政府專用，但私人使用此服务需要获得国家的许可 。 

### 伊丽莎白時代的英格兰
在英国，在伊丽莎白女王时代 ，尽管政府宣布限制使用政府服務的政策，但驛遞者實際上几乎为所有客戶提供服务。 商人和农民，警员和旅馆老板，士兵和水手们都在使用邮政系统，这也顯示了普通民众的教育水準。 
此時使用了大量马匹，每个路段仅约10英里就換馬。在大多数情况下，马匹被養在客棧或小旅館。此時也有所謂驛道系統，不過最初偏向指稱驛遞服務的固定路線，而非所使用的道路本身。 

### 北美殖民地
在北美殖民地，邮政路线被出租给承包人，承包人承諾在一定时间范围内在特定区域内傳遞邮件。 当邮件到城镇时，民眾必须到达鎮中心（通常是杂货店）来取走邮件。 在新大陸驛递员提供最长，最完善的服务，雖然後來也被其他形式的运输所淘汰。 
1780年，该系统仅有一名邮政总局局长 ，一名秘书／總督導，三名督察，一位死信检查员，26名驛递员，75个邮局和约2,000英里的驛遞道路组成。邮政局长和邮递员免于服兵役以免中斷服务。 这些驛遞員被赋予在各自路线上随身携带信件，文件和包裹的專營權，任何侵犯其权利的人都将受到罚款。驛递员的工作是漫長的，只有里程碑相伴才知道自己的旅程。 
早期影响驛遞員的重要立法包括1838年美国国会的一项法案，该法案宣布美国所有铁路均为邮政道路。 该法案产生了双重影响：增加了铁路运输邮件的使用，并限制僅在没有铁路路线的邮政地区使用驛遞員。在该国没有铁路的地区，邮件是由承包商承运的，使用水運或鐵路以外的方式運送郵件，被稱為星路服務（star route service）。 

## 資料來源
- Cady, Priscilla Scott. . Lewiston, NY: Edwin Mellen Press. 1999: 149. ISBN 0-7734-7977-5.  Cady, Priscilla Scott. . Lewiston, NY: Edwin Mellen Press. 1999: 149. ISBN 0-7734-7977-5.  Cady, Priscilla Scott. . Lewiston, NY: Edwin Mellen Press. 1999: 149. ISBN 0-7734-7977-5.
- Hill, Mary C. . Dover, DE: Alan Sutton Publishing. 1994: 195. ISBN 0-7509-0764-9.  Hill, Mary C. . Dover, DE: Alan Sutton Publishing. 1994: 195. ISBN 0-7509-0764-9.  Hill, Mary C. . Dover, DE: Alan Sutton Publishing. 1994: 195. ISBN 0-7509-0764-9.
- Walker, George. . London: G.G. Harrap. 1938: 274.